# Álbuns número um na Billboard 200 em 1997

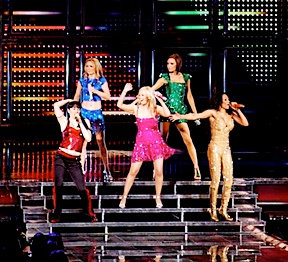
O grupo feminino britânico Spice Girls conquistou seu primeiro e único disco número um na Billboard 200 com seu álbum de estreia Spice, que mais tornou-se o mais vendido no ano de 1997 nos Estados Unidos.

A seguir apresenta-se a lista dos álbuns número um na Billboard 200 no ano de 1997. Os dados foram compilados pela Nielsen SoundScan, a qual então baseava-se apenas nas vendas físicas a cada semana nos Estados Unidos, e publicados através da revista Billboard. Ao longo das 52 publicações, houve 29 álbuns que conseguiram atingir o topo da tabela. No entanto, Tragic Kingdom, da banda No Doubt, começou a sua corrida na primeira posição do gráfico no ano anterior e, portanto, foi excluído.
A trilha sonora do filme Gridlock'd iniciou o ano durante a semana de 15 de fevereiro, e Sevens de Garth Brooks, fechou o período. Ao longo do ano, LeAnn Rimes, The Notorious B.I.G., Mary J. Blige, Spice Girls, Scarface, The Prodigy, Wu-Tang Clan, Bob Carlisle, Puffy Daddy and the Family, Master P, The Firm, Mase conquistaram seu primeiro álbum no topo da tabela. Entretanto, foi Spice, álbum de estreia do grupo feminino britânico Spice Girls, que permaneceu por mais tempo no cume do periódico, durante cinco semanas não-consecutivas. Consequentemente, tornou-se o disco mais vendido daquele ano, comercializando 5.3 milhões de cópias naquele período.
Em 1997, não foram apenas álbuns de estúdio que atingiram o topo da tabela, uma vez que as trilhas sonoras Gridlock'd, Howard Stern Private Parts e Men in Black: The Album conseguiram culminar a Billboard 200. LeAnn Rimes tornou-se a única artista a ter dois discos na liderança da tabela, e foi a cantora solo com mais semanas no cume do periódico. Tendo alcançado o topo do gráfico em 25 de outubro, The Velvet Rope rendeu a Janet Jackson seu quarto projeto consecutivo a estrear no pico. As Spice Girls converteram-se no primeiro grupo feminino a ter o projeto mais vendido do ano, e ficaram apenas atrás de Rimes entre os artistas de maior sucesso daquele ano, combinando singles e álbuns. Adicionalmente, foram o novo grupo/ato musical de maior sucesso na tabela em 1997.

## Histórico

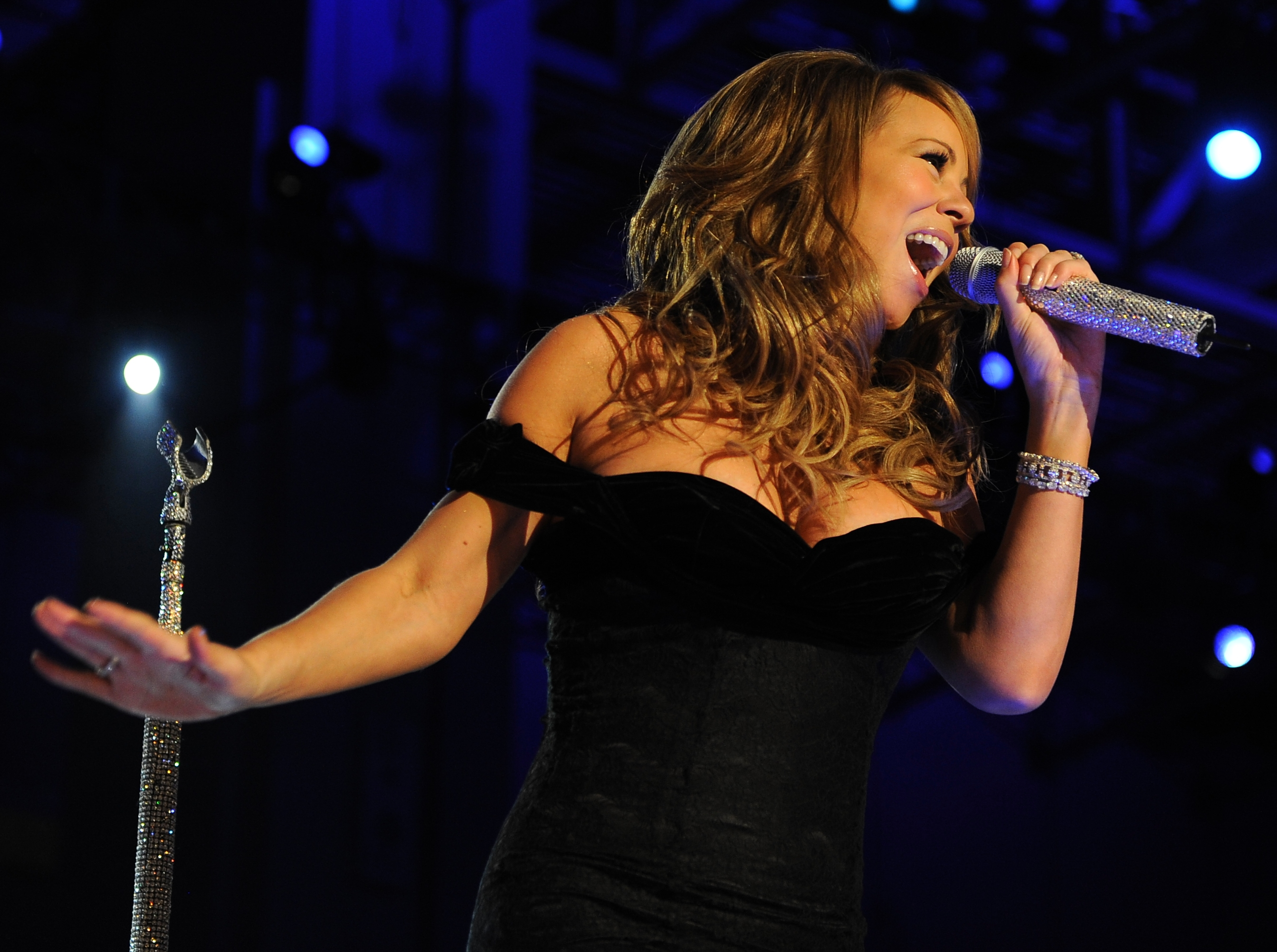
A cantora Mariah Carey conseguiu seu quarto álbum número um na tabela com Butterfly, sendo seu segundo consecutivo.

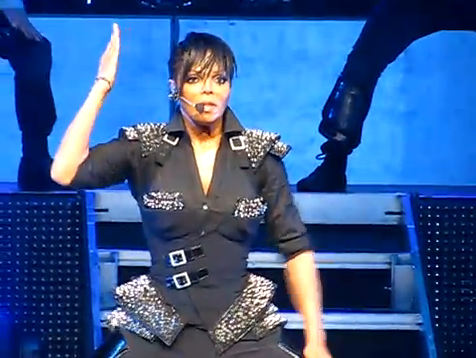
Janet Jackson conquistou seu quarto trabalho consecutivo a estrear no topo da Billboard 200 com The Velvet Rope.

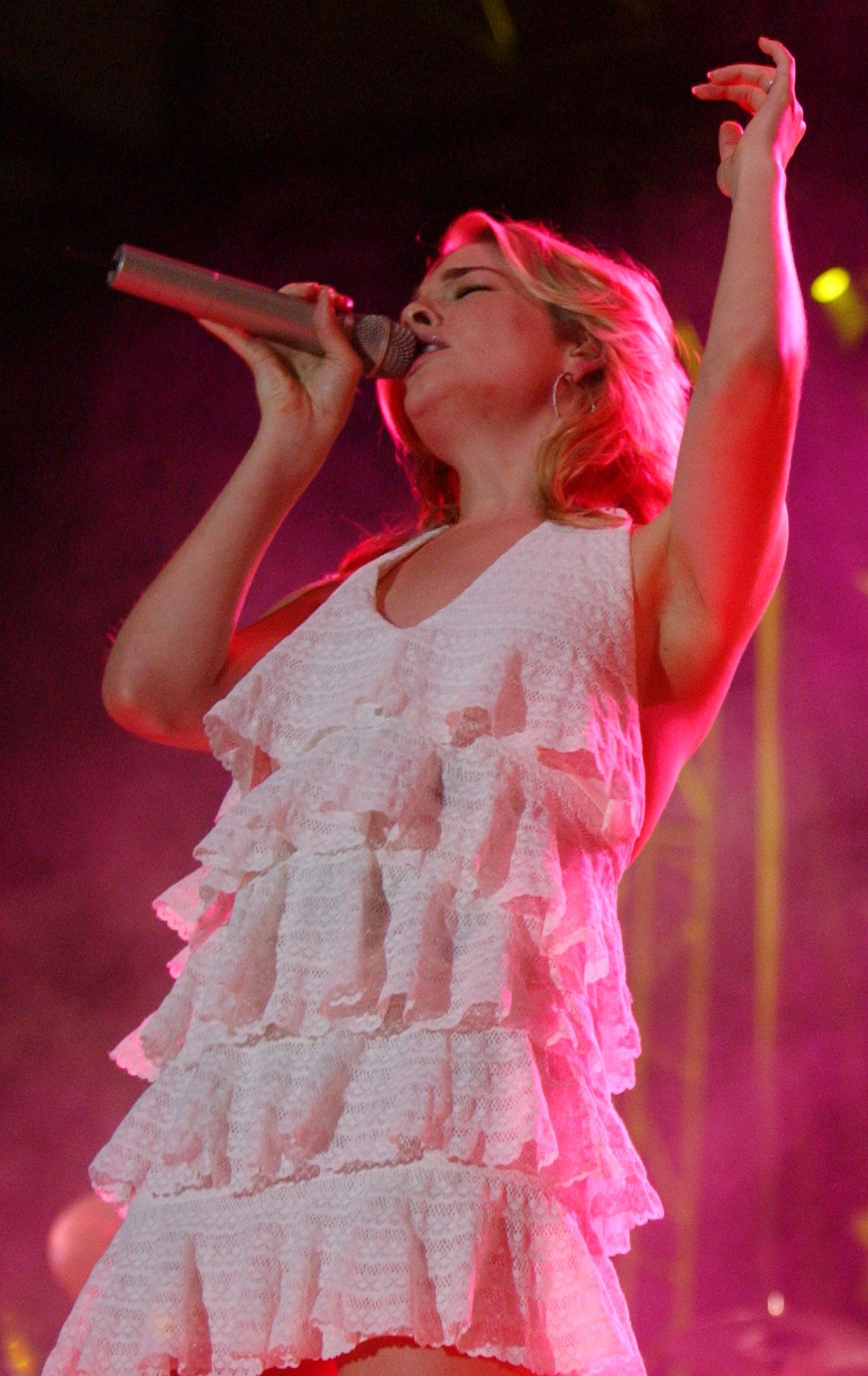
LeAnn Rimes tornou-se a única cantora a ter dois álbuns no topo da tabela em 1997.

O rapper The Notorious B.I.G. obteve seu primeiro número um no periódico.

| Data            | Álbum                                     | Artista(s)                | Referência |
| --------------- | ----------------------------------------- | ------------------------- | ---------- |
| 4 de janeiro    | Tragic Kingdom                            | No Doubt                  | [ 8 ]      |
| 11 de janeiro   | Tragic Kingdom                            | No Doubt                  | [ 9 ]      |
| 18 de janeiro   | Tragic Kingdom                            | No Doubt                  | [ 10 ]     |
| 25 de janeiro   | Tragic Kingdom                            | No Doubt                  | [ 11 ]     |
| 1º de fevereiro | Tragic Kingdom                            | No Doubt                  | [ 12 ]     |
| 8 de fevereiro  | Tragic Kingdom                            | No Doubt                  | [ 13 ]     |
| 15 de fevereiro | Gridlock'd                                | Vários                    | [ 14 ]     |
| 22 de fevereiro | Tragic Kingdom                            | No Doubt                  | [ 15 ]     |
| 1º de março     | Unchained Melody: The Early Years         | LeAnn Rimes               | [ 16 ]     |
| 8 de março      | Secret Samadhi                            | Live                      | [ 17 ]     |
| 15 de março     | Howard Stern Private Parts                | Vários                    | [ 18 ]     |
| 22 de março     | Pop                                       | U2                        | [ 19 ]     |
| 29 de março     | The Untouchable                           | Scarface                  | [ 20 ]     |
| 5 de abril      | Nine Lives                                | Aerosmith                 | [ 21 ]     |
| 12 de abril     | Life After Death                          | The Notorious B.I.G.      | [ 22 ]     |
| 19 de abril     | Life After Death                          | The Notorious B.I.G.      | [ 23 ]     |
| 26 de abril     | Life After Death                          | The Notorious B.I.G.      | [ 24 ]     |
| 3 de maio       | Life After Death                          | The Notorious B.I.G.      | [ 25 ]     |
| 10 de maio      | Share My World                            | Mary J. Blige             | [ 26 ]     |
| 17 de maio      | Carrying Your Love with Me                | George Strait             | [ 27 ]     |
| 24 de maio      | Spice                                     | Spice Girls               | [ 28 ]     |
| 31 de maio      | Spice                                     | Spice Girls               | [ 29 ]     |
| 7 de junho      | Spice                                     | Spice Girls               | [ 30 ]     |
| 14 de junho     | Spice                                     | Spice Girls               | [ 31 ]     |
| 21 de junho     | Wu-Tang Forever                           | Wu-Tang Clan              | [ 32 ]     |
| 28 de junho     | Butterfly Kisses (Shades of Grace)        | Bob Carlisle              | [ 33 ]     |
| 5 de julho      | Butterfly Kisses (Shades of Grace)        | Bob Carlisle              | [ 34 ]     |
| 12 de julho     | Spice                                     | Spice Girls               | [ 35 ]     |
| 19 de julho     | The Fat of the Land                       | The Prodigy               | [ 36 ]     |
| 26 de julho     | Men in Black: The Album                   | Vários                    | [ 37 ]     |
| 2 de agosto     | Men in Black: The Album                   | Vários                    | [ 38 ]     |
| 9 de agosto     | No Way Out                                | Puff Daddy and the Family | [ 39 ]     |
| 16 de agosto    | The Art of War                            | Bone Thugs-n-Harmony      | [ 40 ]     |
| 23 de agosto    | No Way Out                                | Puff Daddy and the Family | [ 41 ]     |
| 30 de agosto    | No Way Out                                | Puff Daddy and the Family | [ 42 ]     |
| 6 de setembro   | The Dance                                 | Fleetwood Mac             | [ 43 ]     |
| 13 de setembro  | No Way Out                                | Puff Daddy and the Family | [ 44 ]     |
| 20 de setembro  | Ghetto D                                  | Master P                  | [ 45 ]     |
| 27 de setembro  | You Light Up My Life: Inspirational Songs | LeAnn Rimes               | [ 46 ]     |
| 4 de outubro    | Butterfly                                 | Mariah Carey              | [ 47 ]     |
| 11 de outubro   | Evolution                                 | Boyz II Men               | [ 48 ]     |
| 18 de outubro   | You Light Up My Life: Inspirational Songs | LeAnn Rimes               | [ 49 ]     |
| 25 de outubro   | The Velvet Rope                           | Janet Jackson             | [ 50 ]     |
| 1º de novembro  | You Light Up My Life: Inspirational Songs | LeAnn Rimes               | [ 51 ]     |
| 8 de novembro   | The Firm                                  | The Firm                  | [ 52 ]     |
| 15 de novembro  | Harlem World                              | Mase                      | [ 53 ]     |
| 22 de novembro  | Harlem World                              | Mase                      | [ 54 ]     |
| 29 de novembro  | Higher Ground                             | Barbra Streisand          | [ 55 ]     |
| 6 de dezembro   | ReLoad                                    | Metallica                 | [ 56 ]     |
| 13 de dezembro  | Sevens                                    | Garth Brooks              | [ 57 ]     |
| 20 de dezembro  | Sevens                                    | Garth Brooks              | [ 58 ]     |
| 27 de dezembro  | Sevens                                    | Garth Brooks              | [ 59 ]     |